# نصب الحرية في إسطنبول

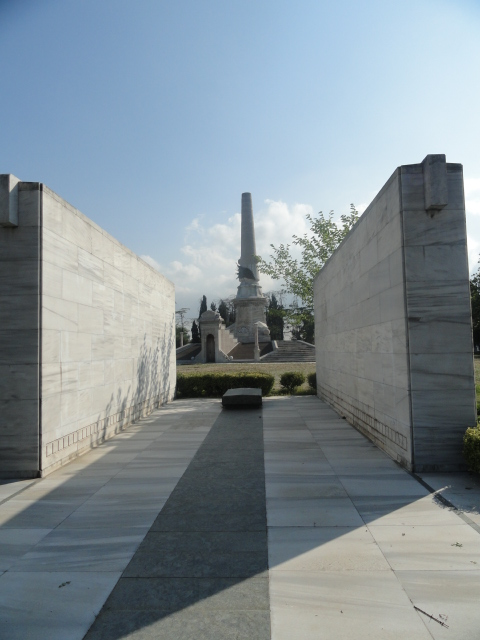
مزار نصب الحرية في إسطنبول

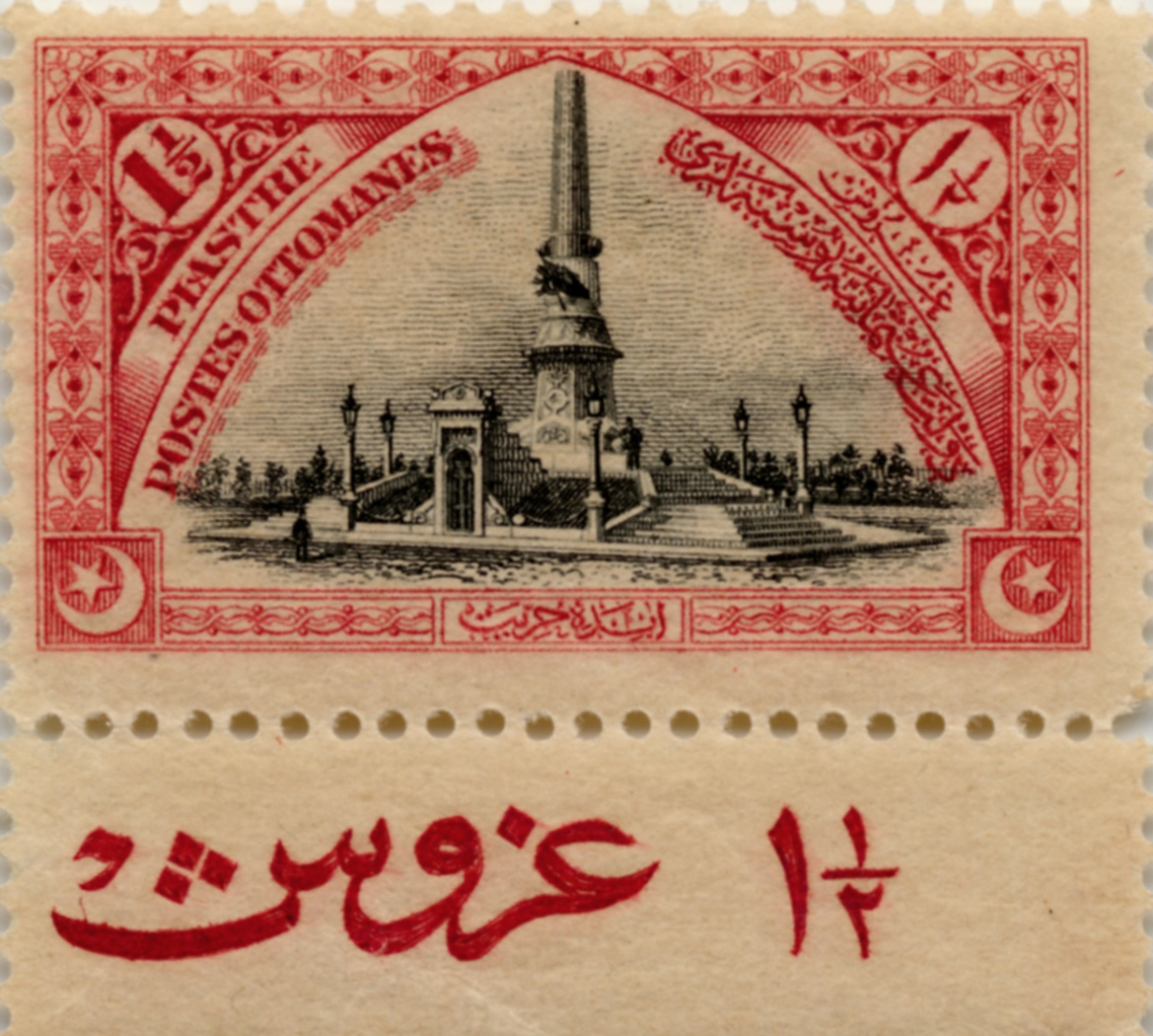
ملصق بريدي تذكاري مكتوب بالتركية العثمانية "ابدۂ حريت".

نصب الحرية في إسطنبول (بالتركية: Hürriyet Anıtı)‏ (بالعثمانية: ابدۂ حريت) ، هي النصب التذكاري لتكريم الجنود العثمانيين القتلى الذين دافعوا عن البرلمان العثماني ضد المتمردين من جمعية تركية الفتاة، وذلك خلال واقعة 31 مارس الشهير، تم إكتمال بناء النصب عام 1911، وتقع في منطقة شيشلي في مدينة إسطنبول التركية، حيث دفن العديد من الشخصيات، ومنهم أنور باشا وطلعت باشا ومدحت باشا.